# Микола Максиміліанович, герцог Лейхтенберзький
Світлійший князь Мико́ла Максиміліа́нович Рома́новський, 4-й герцог Лейхтенберзький, князь Ейхштедський, 4-й принц де Богарне (рос. Николай Максимилианович Романовский; нар. 27 липня (4 серпня) 1843 — пом. 6 січня 1891) — член Російського імператорського дому (з титулом «Імператорська високість»), генерал від кавалерії.
Президент Російського мінералогічного (1865) і почесний президент Імператорського технічного товариств. Почесний член Петербурзької академії наук, Московського (з 1867 р.) і Київського університетів.

## Життєпис
Народився 27 липня (4 серпня) 1843 року в садибі Сергієвка Петергофського повіту Санкт-Петербурзької губернії. Третя дитина і старший син в родині великої княгині Марії Миколаївни та герцога Максиміліана Лейхтенберзького. Онук російського імператора Миколи І і правнук імператриці Франції Жозефіни Богарне.
Отримав домашнє виховання під керівництвом Ф. Д. Алопеуса і Ф. К. Дітеріхса.
Числився у списках 8-го драгунського Астраханського полку, лейб-гвардії Преображенського полку, лейб-гвардії Кінно-гренадерського полку, лейб-гвардії 4-го стрілецького Імператорської Родини батальйону. Обіймав посади: член ради та Навчального комітету Корпусу гірничих інженерів, член вченої ради Міністерства державних маєтностей, командир гвардійської кавалерійської бригади, шеф 27-го Київського драгунського полку (з 1852 року).
Від 1871 року постійно мешкав за кордоном.
З початком російсько-турецької війни 1877–1878 років повернувся в Росію і був призначений командиром гусарської бригади в загоні генерал-ад'ютанта Й. В. Гурко, який здійснив перехід через Балкани. З червня-липня 1877 року — командував кавалерією передового Західного загону Дунайської армії. Відзначився при взятті Казанлика і в битві під Ескі-Загрою.
Помер 6 січня 1891 року в Парижі (Франція). Похований у Голіцинській церкві в ім'я архангела Михайла Троїце-Сергієвої Приморської пустині (нині в межах Санкт-Петербурга).

## Наукова діяльність
Цікавився мінералогією, зібрав чудову колекцію мінералів. Був автором кількох статей у «Записках Мінералогічного товариства» (т. I–IV, VI, VII, XVII). Проводив ґрунтовні хіміко-кристалографічні дослідження лейхтенбергіта, кочубеїта, брукіта. Надрукував нарис «Про падаючі зірки» (1873), складений за лекціями Джованні Скіапареллі, і «Нарис мого дитинства і юнацтва» («Русская старина», 1890. № 5).
З 1865 р. був президентом Мінералогічного товариства. За ініціативою Романовського і на отримані ним кошти, це товариство з метою складання детальної геологічної карти Росії здійснило низку геологічних експедицій, результати яких друкувалися в журналі «Матеріали для геології Росії» (з 1869).
У 1866–1867 роках разом з М. І. Кокшаровим і М. М. Зініним здійснив подорож центральними губерніями Росії й на Урал. Звіт по експедиціям багато в чому сприяв низці перетворень (зменшення гірської податі і продаж деяких казенних заводів у приватні руки).
Під головуванням Романовського була утворена Комісія для розгляду питання про знищення відкупу нафти на Кавказі. Вироблені нею правила про нафтове виробництво були затверджені в 1872 р.

## Військові звання
- офіцер (23.06.1850);
- полковник (23.06.1863);
- генерал-майор Свити (30.08.1865);
- генерал-лейтенант (01.01.1878);
- генерал-ад'ютант (07.05.1890);
- генерал від кавалерії (07.05.1890).

## Нагороди
- Російські:
  - Орден Андрія Первозванного (1843);
  - Орден Святого Олександра Невського (1843);
  - Орден Білого Орла (1843);
  - Орден Святої Анни 1-го ступеня (1843);
  - Орден Святого Станіслава 1-го ступеня (11.06.1865);
  - Орден святого Георгія 4-го ступеня (28.06.1877);
  - Золота зброя «За хоробрість» (08.08.1877).
- Іноземні:
  - Орден Віри (Баден);
  - Орден Людовіка (Гессен-Дармштадт);
  - Орден Святого Губерта (Баварія);
  - Орден Почесного легіону (Франція);
  - Орден Корони (Вюртемберг);
  - Орден Святих Маврикія та Лазаря (Італія);
  - Орден Вежі й Меча (Португалія);
  - Орден Святого Олександра 1-го ступеня (Болгарія).

## Сім'я
З 1868 року перебував у морганатичному шлюбі з Надією Сергіївною Акінфовою, уродженою Анненковою. Подружжя вінчалося 9 січня 1878 року в Женеві. Лише 30 січня 1879 року шлюб був визнаний імператором Олександром II. Надія Сергіївна отримала титул графині Богарне.
Подружжя мало двох синів: Микола і Георгій графи Богарне, потім — найсвітліші герцоги Лейхтенберзькі.